# Michael Dudikoff
Michael Dudikoff, född 8 oktober 1954, är en amerikansk skådespelare. 
Dudikoff spelade småroller i filmer som Tron (1982) och Svensexan (1984) innan han slog igenom i Sam Firstenbergs American Ninja (1985) och var därefter ofta anlitad stjärna i b-action-filmer till början av 2000-talet.

## Filmografi
- 1981 – Anorexia
- 1982 – Tron
- 1984 – Svensexan
- 1985 – Radioactive Dreams
- 1985 – American Ninja
- 1986 – På liv och död
- 1986 – Night Hunter
- 1987 – American Ninja 2
- 1988 – Platoon Leader
- 1989 – River of Death
- 1990 – Midnight Ride
- 1991 – The Human Shield
- 1991 – American Ninja 4
- 1993 – Rescue Me
- 1994 – Chain of Command
- 1995 – Cyberjack
- 1995 – Soldier Boyz
- 1996 – Bounty Hunters
- 1996 – Crash Dive
- 1996 – Moving Target
- 1997 – Hardball
- 1997 – Executive Command
- 1997 – The Shooter
- 1998 – The Jerry Show
- 1998 – Trapped at sea
- 1998 – Freedom Strike
- 1998 – In Her Defense
- 1998 – Black Thunder
- 2000 – The Silencer
- 2001 – Firestorm
- 2001 – Stranded
- 2002 – Quicksand
- 2002 – Gale Force
- 2015 – Navy SEALs vs. Zombies